# Aura (utwór Lady Gagi)
„Aura” – utwór amerykańskiej piosenkarki Lady Gagi, pochodzący z trzeciego albumu studyjnego ARTPOP. Został napisany przez wokalistkę, Zedda i członków grupy Infected Mushroom, a wyprodukowany przez Gagę wspólnie z Zeddem. Lady Gaga po raz pierwszy wykonała utwór na żywo 1 września 2013 roku podczas występu na iTunes Festival, a wersja studyjna została wykorzystana w trailerze filmu "Maczeta zabija", w którym artystka wciela się w postać La Camaleón. Pomimo iż utwór nie został wydany w postaci cyfrowej ani w radiu, dostał się na 14. pozycję listy Hot Dance/Electronic Songs magazynu Billboard.

## Historia
"Aura" oryginalnie została zatytułowana "Burqa", lecz w trakcie produkcji tytuł utworu został zmieniony. Lady Gaga wyznała, że nie nosi burki w celach politycznych, lecz po to, by identyfikować się z tymi którzy ją noszą. Ze względu na swą treść utwór został skrytykowany przez środowiska muzułmańskie. Umema Aimem z Washington Post skrytykował temat utworu, twierdząc: "piosenka zaczęła się nieźle [...] aż do momentu, kiedy próbujesz zrobić z tak ważnego islamskiego symbolu egzotyczny kostium. To nie jest coś co można założyć na Halloweenową imprezę".
5 sierpnia piosenka nieoficjalnie "wyciekła" do internetu, gdzie wielu wierzyło, że jest to pełna wersja utworu wcześniej oficjalnie zapowiedzianego jako "Burqa". Lady Gaga potwierdziła, że ta wersja utworu była wersją demonstracyjną, a oficjalny tytuł "Burqi" został zmieniony na "Aura".

## Promocja
1 września 2013 roku Lady Gaga dała koncert na iTunes Festival w Londynie, na którym zagrała utwory z ARTPOP, w tym "Aurę". Był to utwór rozpoczynający koncert, podczas którego Lady Gaga ubrana była na czarno, miała na sobie czarną burkę i nóż z napisem "HOLLYWOOD" (jako nawiązanie do tekstu piosenki). Artystka rozpoczęła "Aurą" również koncert Le Poission Rouge w Nowym Jorku.
W ramach promocji filmu "Maczeta zabija", w którym Lady Gaga wciela się w postać La Chameleón, twórcy użyli piosenkę w celach komercyjnych, stworzono również teledysk składający się z tekstu utworu i scen z filmu. Został wydany 9 października 2013 roku na YouTube i Vevo.